# Conselho Nacional de Cinema
Concine (Conselho Nacional de Cinema) foi um órgão gestor do cinema brasileiro criado em 1976 e extinto em 1990.

## Constituição
O Concine foi criado pelo Decreto Federal 77.299, de 16 de março de 1976, assinado pelo então Presidente Ernesto Geisel e Ministro da Educação e Cultura Ney Braga entre outros, mas efetivamente instalado apenas em agosto daquele ano. Visava substituir os conselhos deliberativo e consultivo do Instituto Nacional de Cinema, extinto em 1975. Tinha como objetivo assessorar o Ministério da Educação e Cultura na formulação de políticas para o cinema brasileiro, bem como normatizar e fiscalizar as atividades cinematográficas no país, mais tarde discriminadas como produção, reprodução, comercialização, venda, locação, permuta, exibição, importação e exportação de obras cinematográficas.
Originalmente era composto por 13 membros, sendo 10 indicados pelo Governo Federal e 3 representantes da atividade cinematográfica. Seu primeiro presidente foi Alcino Teixeira de Mello.

## Ampliação
Mais tarde, o Decreto 91.144, de 15 de março de 1985, vinculou o Concine, então presidido pelo cineasta Gustavo Dahl, ao recém-criado Ministério da Cultura. Em seguida, o Decreto 93.881, de 23 de dezembro de 1986, ampliou a sua composição para 23 membros, sendo 11 representantes da sociedade civil.
Com isso, e com a promulgação de seu novo estatuto em 1987, o Concine passou a ser o órgão forte do cinema no Brasil, sendo responsável pela formulação, controle e fiscalização das leis e normas da atividade, bem como da política de comercialização e regulamentação do mercado, incluindo a realização de filmes publicitários, as autorizações para produções estrangeiras no país e o fornecimento de selos de controle para videocassetes.
A partir daí, contando com apenas 72 funcionários em 8 inspetorias (Porto Alegre, Curitiba, São Paulo, Rio de Janeiro, Salvador, Recife, Belém e Brasília), o Concine conseguiu reduzir consideravelmente a burla na venda de ingressos nas salas de cinema e a pirataria no mercado de videocassete, regularizando os pagamentos devidos à Embrafilme. Agilizou contratos de co-produção com países da América Latina, controlou a Cota de Tela para exibição de filmes brasileiros no cinema, baixou várias resoluções relativas à Lei do Curta, construiu a primeira base de dados confável sobre o mercado de cinema no Brasil.

## Limitações
O Concine tentou também estabelecer normas sobre a comercialização de videocassete, mas sua Resolução 98/1983, determinando que as distribuidoras e locadoras de vídeo oferecessem 25% de títulos nacionais, nunca chegou a ser plenamente cumprida. Num mercado em constante transformação tecnológica, várias ações judiciais colocaram em dúvida a competência do Concine em controlar o setor de vídeo, como se ele pudesse existir independentemente da indústria cinematográfica.
Em vários momentos, o Concine sofreu críticas por excesso de burocracia, lentidão na emissão de selos de controle e falta de fiscais. No final de 1987, após uma tentativa de implantação de um sistema informatizado de controle de todas as bilheterias de cinema no Brasil, a presidência do Concine entrou em choque com o Ministério da Cultura, o que resultou na exoneração de Gustavo Dahl.

## Extinção
O Concine foi extinto em 16 de março de 1990, como parte do Plano Collor, que na área da Cultura também extinguiu a Embrafilme, a Fundação do Cinema Brasileiro, a Lei Sarney e o próprio Ministério da Cultura. Algumas das funções do Concine, como a fiscalização e mesmo a coleta de dados sobre o mercado, passaram mais de uma década sem um órgão responsável, até a criação da Ancine em 2001.

## Presidentes do Concine
- 1976-1979: Alcino Teixeira de Mello
- 1979-1980: Miguel Borges
- 1980-1982: Ronaldo Pereira Lima Lins
- 1982-1984: Sérgio Santos de Oliveira
- 1985-1987: Gustavo Dahl
- 1987-1990: Roberto Farias